# Filsponen
Filsponen är en kulle i Antarktis. Den ligger i Östantarktis. Norge gör anspråk på området. Toppen på Filsponen är 2 491 meter över havet.
Terrängen runt Filsponen är huvudsakligen platt, men den allra närmaste omgivningen är kuperad. Trakten är obefolkad. Det finns inga samhällen i närheten. 